# Općina Ribnica na Pohorju
Općina Ribnica na Pohorju (slo.:Občina Ribnica na Pohorju) je općina u sjevernoj Sloveniji u pokrajini Koruškoj i statističkoj regiji Koruškoj. Središte općine je naselje Ribnica na Pohorju.

## Zemljopis
Općina Ribnica na Pohorju nalazi se u sjevernom djelu Slovenije, u istočnom dijelu pokrajine Koruške. Općina se prostire na sjevernim padinama Pohorja.
U općini vlada oštrija, planinska varijanta umjereno kontinentalne klime. Na području općine ima samo manjih vodotoka, koji su u slivu Drave. Najvažniji od njih je Burgrafski potok.

## Naselja u općini
Hudi Kot, Josipdol, Ribnica na Pohorju, Zgornja Orlica, Zgornji Janževski Vrh, Zgornji Lehen na Pohorju

## Vanjske poveznice
- Službena stranica općine